# Replikationsursprung
Der Replikationsursprung, englisch origin of replication (ORI) oder kurz origin, auch Origo, ist der Ort auf einem DNA-Molekül, an dem die Replikation der DNA beginnt.

## Der Replikationsursprung bei Bakterien
Der Replikationsursprung bei Bakterien wird ori genannt und es existiert in der Regel ein Replikationsursprung pro Bakterienchromosom. Der bestbeschriebene oriC ist der des Modellorganismus Escherichia coli. Dieser umfasst ca. 245 Basenpaare und ist reich an den Basen Adenin und Thymin. Der oriC enthält einige repetitive Sequenzen, welche als Consensussequenz eine Basenfolge von neun Basenpaaren besitzen. Dieser Bereich wird DnaA Box genannt, da dieser von dem Protein DnaA gebunden wird. Die Bindung des Proteins induziert in der DNA eine Krümmung, wodurch die DNA im Bereich der DnaA Box denaturiert. Dies wird zusätzlich ermöglicht durch die bereits erwähnte hohe Anzahl von Adenin und Thymin. Diese Basen bilden untereinander zwei Wasserstoffbrücken aus, im Gegensatz zu Guanin und Cytosin, welche drei H-Brücken untereinander ausbilden (siehe auch Watson-Crick-Basenpaarung).
DnaA destabilisiert also die Doppelstrangstruktur der DNA durch Spannung, was dazu führt, dass die beiden Stränge sich entwinden. Nach der Entwindung durch DnaA kann DnaB binden. Für diese Bindung wird zusätzlich das Protein DnaC benötigt, welche die Bindung von DnaB an das geschmolzene Stück DNA bewirkt. Bei dem Protein DnaB handelt es sich um eine Helikase, welche den aufgeschmolzenen Bereich in beide Richtungen vergrößert. DnaC besitzt eine AAA-ATPase-Domäne, die bei Bindung von ADP und ATP unterschiedliche Bindungseigenschaften aufweist. Es wird postuliert, dass die Bindung von ATP eine stärkere Bindung der DNA verursacht. Außerdem wird beobachtet, dass durch DnaC-ATP die Helikaseaktivität der DnaB inhibiert wird. DnaC-ATP hat also vermutlich die Aufgabe, DnaB an die DNA zu binden, woraufhin die ATPase-Funktion das gebundene ATP zu ADP hydrolysiert und anschließend die Helikase ihre Arbeit verrichten kann. Zusätzlich scheint der Replikationsursprung auch in Zusammenhang mit dem Zellzyklus der Bakterien zu stehen. Es muss sichergestellt sein, dass das Chromosom nur einmal pro Zellzyklus dupliziert wird. Dies scheint über den Methylierungsgrad des oriC kontrolliert zu werden.

## Der Replikationsursprung bei Eukaryoten am Beispiel der Bäckerhefe
Bei Eukaryoten stellt sich die Identifizierung und Beschreibung der Origins schwieriger dar. Die Anzahl der Replikationsursprünge beschränkt sich nicht auf einen einzigen pro Chromosom, sondern kann bei mehreren 100 bis 1000 Ursprüngen liegen. Bei der Bäckerhefe Saccharomyces cerevisiae stellen die Ursprünge nicht-codierende Bereiche von 100 bis 200 Basenpaaren dar, welche als ARS (autonomously replicating sequences) bezeichnet werden. Analog zu dem Protein DnaA besitzen Hefen den origin of replication complex (Orc), welcher sich an die ARS-Sequenzen lagern kann. Der MCM (minichromosomal maintenance) Komplex stellt vermutlich die Helikase dar und kann mit DnaB verglichen werden. Auch bei der Bäckerhefe gibt es einen „Ladekomplex“ (vergleichbar DnaC), welcher die Bindung von MCM vollführt. Die Interaktionen zwischen den einzelnen Komponenten scheinen jedoch vielfältiger. Beispielsweise sind möglicherweise Interaktionen mit ORC zusätzlich für die Bindung der Helikase notwendig. Außerdem scheinen auch hier wieder ATPase-Funktionen der einzelnen Komponenten die Bindungseigenschaften zu beeinflussen.
Aufgrund der Vielfältigkeit der Interaktionen und Initiationskomplex-Komponenten ist es hilfreich, den Ablauf in S. Cerevisiae mit E. Coli zu vergleichen. Es handelt sich aber um analog entwickelte Abläufe, die sich im Detail voneinander unterscheiden und molekular unterschiedlich arbeiten.

## Replikation in höheren Eukaryoten
Bei höheren Eukaryoten, wie z. B. Insekten oder Wirbeltieren, befindet sich die Forschung vielfach noch auf der Ebene der Identifikation der einzelnen Komponenten. Außerdem ist es schwieriger die Origins zu erkennen, da bisher keine Consensussequenzen, oder spezielle nicht-codierende Bereich gefunden wurden, bzw. keine generellen Aussagen über das „Aussehen“ getroffen werden können. Da es bereits bei der Bäckerhefe Anzeichen von epigenetischen Mechanismen gibt, kann man davon ausgehen, dass bei höher entwickelten Organismen der Ablauf nochmals komplizierter ist.

## Replikation in Archaeen
Hier befindet sich die Forschung noch im Beginn, Archaeen könnten jedoch einen Ansatzpunkt darstellen, den Ablauf bei Eukaryoten besser zu verstehen. Diese besitzen relativ einfach strukturierte Chromosomen, die denen der Bakterien ähneln. Die molekularen Mechanismen der Informationsprozessierung aus DNA gleichen jedoch stärker denen der Eukaryoten. Zum Teil wurden bereits Homologien zu Proteinen der Hefen gefunden, wodurch die Hoffnung begründet ist, die Archaeen als einfache Modellorganismen für Eukaryoten verwenden zu können.